# 걸프 카르텔

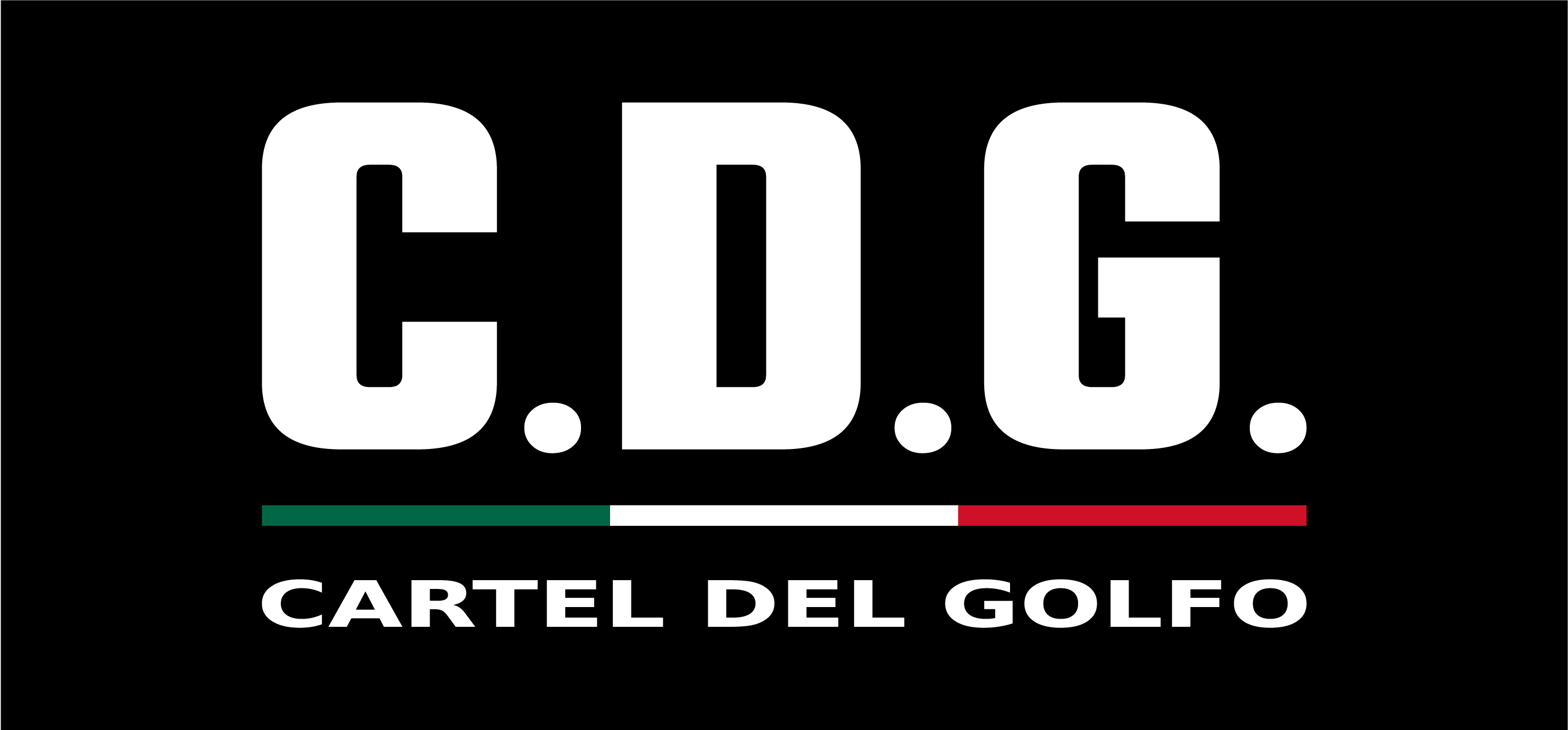

걸프 카르텔(영어: Gulf Cartel, 스페인어: Cártel del Golfo 카르텔 델 골포[*], CDG)은 멕시코의 범죄 조직으로, 마약 카르텔이다. 현존하는 조직으로는 멕시코에서 가장 오래된 범죄 조직이라고 한다.